# توماس جي. أيرز
توماس جي. أيرز (بالإنجليزية: Thomas G. Ayers)‏ هو شخصية أعمال أمريكي، ولد في 16 فبراير 1915 في ديترويت في الولايات المتحدة، وتوفي في 8 يونيو 2007.

## المسيرة المهنية
كان مدير شركة كومنزويلث إديسون (Commonwealth Edison) بين سنوات 1964-1980 والمدير والمدير التنفيذي بين سنوات 1973-1980.
شغل منصب رئيس مجلس أمناء لعدد كبير ومختلف من الشركات والمؤسسات مثل جامعة نورث وسترن ومعهد إريكسون وأوركسترا شيكاغو وصندوق جمعية شيكاغو وجمعية التجديد المجتمعي ورابطة شيكاغو للتجارة والصناعة ومجلس شيكاغو للتعليم. كما كان عضوًا في مجالس إدارة لشركات ومؤسسات مختلفة مثل سيرل وZenith وSears.

## الحياة الخاصة
تزوج في سنة 1938 بماري أندرو التي حظى معها بثمانية أطفال، منهم بيل ايرز.